# Klaus-Dieter Neubert

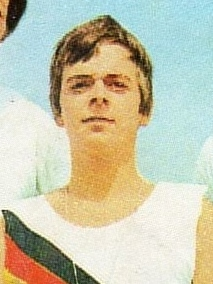
Klaus-Dieter Neubert (1972)

Klaus-Dieter Neubert (* 22. November 1949 in Oberwiesenthal) ist ein ehemaliger Ruderer aus der DDR. 1972 wurde Neubert Olympiasieger im Zweier mit Steuermann.
Neubert gewann 1967 als Steuermann des Achters vom TSC Berlin seinen ersten DDR-Meistertitel. 1968 gewann er den Titel im Zweier mit Steuermann zusammen mit Wolfgang Gunkel und Helmut Wollmann. Bei den Olympischen Spielen 1968 verpasste der Zweier auf der olympischen Regattastrecke in Xochimilco mit 0,15 Sekunden Rückstand auf die drittplatzierte dänische Crew nur knapp die Bronzemedaille.
Ab 1970 starteten Gunkel und Neubert für den SC Berlin-Grünau. Zusammen mit Jörg Lucke gewann er bei den DDR-Meisterschaften 1971 und bei den Ruder-Europameisterschaften 1971. Bei den Olympischen Spielen 1972 in München siegte das Boot mit über zwei Sekunden Vorsprung auf das tschechoslowakische Boot. 1973 und 1974 gewannen Gunkel, Lucke und Neubert jeweils die DDR-Meisterschaft sowie Silber bei den Europameisterschaften 1973 und den Weltmeisterschaften 1974.
Neubert ist promovierter Außenhandels-Ökonom und arbeitete als Offizier im besonderen Einsatz im Bereich Kommerzielle Koordinierung des Ministeriums für Staatssicherheit.

## Auszeichnungen (Auswahl)
- 1972: Vaterländischer Verdienstorden in Silber